# Calle de los Mármoles (Málaga)
La calle de los Mármoles, o simplemente calle Mármoles, es una conocida vía de la ciudad española de Málaga. Se encuentra, según la delimitación oficial del ayuntamiento, en el barrio homónimo, aunque según la división tradicional es la calle que separa los barrios de El Perchel y La Trinidad; en el Centro.

## Denominación
Toma el nombre de los pivotes de mármol que se colocaron delante de la Ermita de Zamarrilla, para que las carretas que bajaban del Camino de Antequera no pudieran bajar.

## Curiosidades
En la película de El camino de los ingleses de Antonio Banderas aparecen algunas escenas rodadas en esta calle.